# Rechodes
Rechodes is een geslacht van kevers uit de familie somberkevers (Zopheridae).

## Soorten
Deze lijst is mogelijk niet compleet.
| - R. andringita - R. anonymus - R. anosyensis - R. bicolor - R. communis - R. comorensis | - R. descarpentriesi - R. difficilis - R. dromedarius - R. fito - R. fungosus - R. grouvellei | - R. minutus - R. montanus - R. multituberculatus - R. perroti - R. verrucosus |